# Neolobopteromorpha martinicensis
Neolobopteromorpha martinicensis är en kackerlacksart som beskrevs av Bonfils 1969. Neolobopteromorpha martinicensis ingår i släktet Neolobopteromorpha och familjen småkackerlackor. Inga underarter finns listade i Catalogue of Life.